# Louise Schroeder
Pour les articles homonymes, voir Schroeder.
Louise Dorothea Sophie Schroeder, née le 2 avril 1887 à Altona, morte le 4 juin 1957 à Berlin, est une femme politique du Parti social démocrate d'Allemagne, bourgmestre-gouverneur de Berlin au début du blocus de la ville. Elle fait partie des 41 premières femmes membres de l'Assemblée nationale de Weimar et siège ensuite au Reichstag jusqu'en 1933. Elle est députée au Bundestag de 1949 à 1957. Elle est engagée dans les questions sociales et l'égalité pour les femmes. Une loi de 1927 sur la protection de la maternité porte son nom « lex Schroeder ».

## Biographie

### Jeunesse et débuts en politique
Louise Dorothea Sophie Schroeder est née le 2 avril 1887 à Altona dans une famille modeste. Son père, Karl August Julius Schroeder (1856- 1923), est un ouvrier du bâtiment et sa mère, Dorothea Amalie Maria Husteden (1843-1933), est une vendeuse de légumes. Grâce à une aide financière de parents, elle peut fréquenter l'école secondaire et obtenir son abitur. Elle est ensuite employée comme sténographe par une compagnie d'assurance tout en poursuivant ses études en cours du soir,,. 
Elle s'implique très tôt dans le mouvement ouvrier, rejoint le Parti social-démocrate en 1910 et travaille dans les domaines de la politique sociale et de l'égalité pour les femmes. C'est en participant aux soirées féminines de la section locale d'Altona-Ottensen qu'elle développe les talents oratoires qui contribuent rapidement à sa notoriété,. 
Entre 1915 et 1918, elle est élue au bureau de la section. 

### Députée
Après la Révolution de Novembre, le Conseil des commissaires du peuple accorde aux femmes le droit de vote et d'éligibilité. Louise Schroeder est élue parmi les plus jeunes membres et parmi les 41 premières députées de l'Assemblée nationale de Weimar,,. 
Elle siège ensuite sans interruption au Reichstag de 1920 à 1933.
Membre de la commission des affaires sociales du Reichstag, elle joue un rôle décisif dans les avancées de la législation sociale, notamment les lois visant à protéger les travailleuses. Elle milite pour de meilleures mesures en matière de protection de la maternité, de protection de l'enfance, l'égalité des droits entre hommes et femmes et le droit des femmes à un emploi rémunéré. Elle prône également l'égalité de traitement pour les mères célibataires et les enfants nés hors mariage, notamment contre la discrimination à leur encontre dans le droit de la fonction publique et demande l'égalité pour les femmes dans la vie professionnelle, dans le mariage et dans la famille,,.
Louise Schroeder participe également aux travaux visant à abolir la réglementation de la prostitution.
La loi sur la protection de la maternité et des mères (Mutterschutzgesetz) de 1927 est communément appelée « lex Schroeder ».

### L'Arbeiterwohlfahrt
En 1919, Louise Schroeder cofonde avec Marie Juchacz l'Arbeiterwohlfahrt (AWO) et, en 1925 elle est cofondatrice et chargée de cours de l'école sociale AWO à Berlin,,. Elle est aussi conférencière à la Deutschen Hochschule für Politik, aujourd'hui Institut Otto-Suhr, lié à l'université libre de Berlin.  

### Sous le régime nazi
En 1933, elle vote avec son groupe parlementaire, les sociaux démocrates, contre la loi accordant les pleins pouvoirs à Adolf Hitler. De ce fait, elle perd tous ses postes et fait l'objet d'une surveillance par la Gestapo. 
Le Parti social-démocrate et l'AWO sont désormais interdits et l'école sociale est fermée. Louise Schroeder est convoquée à plusieurs reprises pour des interrogatoires et, bien qu'elle soit sans emploi, les allocations de chômage lui sont refusées. Elle tient alors une boulangerie à Altona, qui sert aussi à la diffusion de messages clandestins. Elle pratique aussi une résistance passive en ne faisant pas le salut hitlérien. Pour sa sécurité, elle retourne à Berlin où elle trouve un emploi, grâce à son ami Paul Löbe, dans une entreprise de construction. Son employeur la soutient et la protège et l'envoie un temps au Danemark. Durant cette période, elle continue de fréquenter les cercles sociaux-démocrates clandestins de Hambourg puis de Berlin.  

### Après la guerre
Victime à plusieurs reprises des bombardements, malade et physiquement affaiblie, elle survit à la guerre et se remet immédiatement au travail en 1945. Elle participe à la reconstruction du SPD, est vice-présidente de la section de Berlin et siège au bureau fédéral du parti de 1946 à 1957,,,. En 1946, elle remet sur pied l’Arbeiterwohlfahrt.
Elle s'engage avec Helene Weber, de la Démocratie chrétienne, dans la formation politique. Elles enseignent notamment l’art oratoire aux jeunes femmes de leurs partis. 
De 1946 à 1950, elle publie, avec Otto Suhr, le magazine bimensuel théorique Das sozialistische Jahrhundert à Berlin.

#### Première femme bourgmestre de Berlin
En mai 1947, Louise Schröder devient la bourgmestre intérimaire de Berlin, la première femme à ce poste, en remplacement d'Otto Ostrowski puis d'Ernst Reuter. De décembre 1948 à janvier 1951, elle est maire-adjointe de la ville. 
Comme maire de Berlin, Louise Schroeder affronte le blocus de la ville - les Soviétiques bloquent toutes les voies de circulation vers Berlin et arrêtent ainsi l'approvisionnement de la population -, doit gérer la pénurie générale et assurer la reconstruction d'une ville en ruines. Elle mène une politique sociale axée sur des besoins très matériels, qui semblent éloignés des intérêts de la « haute politique ». Même si pour cela, elle est parvenue à mobiliser les maires des grandes villes occidentales et à obtenir des aides financières de la part des Alliés, sa capacité et son envergure politique sont parfois contestées par le monde politique masculin. Son expertise dans les affaires sociales et la santé publique ne changent rien à cette perception, ces domaines étant considérés comme « féminins »,,.  
Dans son analyse de l'image de Louise Schroeder dans la presse à cette époque, Agathe Bernier-Monod note que le titre de « Mère de Berlin » que lui attribue volontiers les journaux en Allemagne de l'Ouest la renvoie souvent aux représentations traditionnelles de son genre. Elle est cependant une des personnalités allemandes les plus populaires de l'après-guerre. En mai 1949, après la fin du blocus, un grand rassemblement réunit les personnalités politiques, parmi lesquelles Konrad Adenauer et Carlo Schmid, mais aucun temps de parole n'est prévu pour Louise Schroeder, jusqu'à ce que la foule la réclame.

#### Députée au Bundestag
Louise Schroeder devient membre du gouvernement à gérance municipale puis de la Chambre des députés de Berlin jusqu'en 1949.
Elle est députée du land de Berlin au Bundestag allemand de 1949 jusqu'à sa mort en 1957. Pendant la même période, elle siège à  l'Assemblée parlementaire du Conseil de l'Europe.
En raison de son expérience politique, elle accepte de rejoindre le Sénat de Berlin à l'initiative d'Otto Suhr[réf. nécessaire].   
En 1949, on la présente comme une candidate du SPD pour la présidence fédérale d'Allemagne face à Theodor Heuss, mais son parti lui préfère finalement Kurt Schumacher. 
Louise Schroeder décède le 4 juin 1957 à l'âge de 70 ans. À sa mort, des milliers de personnes descendent dans les rues pour lui rendre un dernier hommage. Son urne est enterrée au cimetière Holstenkamp à Hambourg-Bahrenfeld, dans une tombe d'honneur. 

## Distinctions
- 1949 : Médaille d'or de la Ville de Paris[3].
- 1952 : Grande croix du mérite de la République fédérale d'Allemagne[3].
- Docteur honoris causa de la faculté des sciences sociales de l'université de Cologne[3].
- Citoyenne d'honneur de l'université libre de Berlin[3].
- Un timbre-poste à son effigie est émis par la Poste allemande en 1987.
- 2 avril 1957 : première femme citoyenne d'honneur de la ville de Berlin[9]. Une salle du Rotes Rathaus de Berlin-Mitte porte son nom.

De nombreux établissements portent le nom de Louise Schroeder : une salle de sport à Berlin-Wedding, des lycées à Munich, à Berlin-Lichterfelde, des écoles primaires à Berlin-Spandau, Niedenstein et dans sa ville natale de Hambourg-Altona, ainsi qu'un établissement mère-enfant AWO à Keitum et une maison de retraite à Berlin-Mariendorf.
Des rues et des places portent également le nom de Louise Schroeder à Bremerhaven, Hambourg-Altona-Altstadt, Hanau, Hanovre, Oldenbourg et Wipperfürth, avec l'orthographe Louise Schröder à Bergkamen, Hagen, Mühlacker et Wennigsen. Il y a des chemins Louise Schröder à Darmstadt, Kaltenkirchen, Monheim am Rhein et Neu-Anspach, des chemins Louise-Schroeder à Illingen (Wurtemberg), Karlsruhe-Durlach, Langenhagen, Lübeck et Rheinfelden, un chemin Louise-Schroeder à Norderstedt et une place Louise-Schroeder à Berlin-Wedding.
Depuis 1998, le Sénat de Berlin décerne chaque année, à l'occasion de l'anniversaire de Louise Schroeder, la Médaille Louise-Schroeder pour « services rendus à la démocratie, à la paix, à la justice sociale et à l'égalité entre les femmes et les hommes ».

## Source, notes et références
- (de) Cet article est partiellement ou en totalité issu de l’article de Wikipédia en allemand intitulé « Louise Schroeder » (voir la liste des auteurs).